# 14702 Benclark
14702 Benclark (2000 AY242) là một tiểu hành tinh vành đai chính được phát hiện ngày 7 tháng 1 năm 2000 bởi Chương trình nghiên cứu đối tượng gần Trái Đất của đài thiên văn Lowell ở Anderson Mesa.